# Syrrhopodon stoneae
Syrrhopodon stoneae är en bladmossart som beskrevs av William Dean Reese 1989. Syrrhopodon stoneae ingår i släktet Syrrhopodon och familjen Calymperaceae. Inga underarter finns listade i Catalogue of Life.